# قله‌های پیناکیت
قله‌های پیناکیت (به اسپانیایی: Sierra del Pinacate) یک کوه در مکزیک است که در (north-central)-Sonoran Desert واقع شده‌است.